# Segunda parte de Platir
La Segunda parte de Platir es un libro de caballerías italiano escrito por el prolífico autor Mambrino Roseo y publicado por primera vez en Venecia en 1560 en la imprenta de Michele Tramezzino, con el título de La Seconda parte et aggivnta novamente ritrovata al libro di Platir, valoroso Principe, figliuolo del gran Primaleone Imperador di Grecia, tradotta nella lingua Italiana, da gli Annali antichi di Grecia. Conforme al tópico de la falsa traducción, se presentó como una traducción del español, pero es conocidamente obra original de Roseo. El impresor Tramezzino dedicó la obra a Silvia Boiarda, condesa de Scandiano.
Pertenece al ciclo de los Palmerines y aunque se presenta como continuación del libro de caballerías español Platir, en realidad es una continuación de la obra del mismo Roseo Darineo de Grecia (La cuarta parte del libro de Primaleón), ya que se dedica fundamentalmente a narrar, en 86 capítulos, las aventuras de Darnandro, hijo de Darineo, que a su vez era el primogénito del emperador de Grecia Primaleón y hermano de Platir.

## Reimpresiones y continuación
El libro tuvo una considerable popularidad, ya que fue reimpreso en Venecia en cinco oportunidades, por los impresores Comin da Trino (1564), Domenico Farri (1573), Camilo Franceschini (1582), Giovan Battista Bonfadino (1598) y Lucio Spineda (1611).
Mambrino Roseo continuó la acción de la Segunda parte de Platir en El segundo libro de Flortir, publicado también en 1560, en el cual se relatan nuevas aventuras de Darnandro.